# IDG资本
IDG资本 （英語：IDG Capital）是中國企業家熊曉鴿創建并擔任創始董事長的一家风险投资公司，在全球13个城市设有办公室，包括纽约、伦敦、北京、广州、杭州、香港、澳门、上海、深圳、首尔、河内和胡志明市等。

## 历史
1992年成立于波士顿，1993年进入中国市场，
2017年1月和中国泛海控股集团收购国际数据集团及其子公司。
2017年3月以一亿欧元价格收购法国足球甲级联赛俱乐部奥林匹克里昂20%的股份。
2019年《胡润百富榜》显示IDG资本和腾讯控股、红杉资本中国已经成为中国独角兽企业前三投资者。

## 投资案例

### 中國大陸
- 百度，2000年9月，百度第二轮融资时IDG投入150万美元，占5%股权
- 腾讯，1999年，IDG投入100万美金占股20%
- 3721
- 携程、如家酒店、华住酒店集团（原汉庭酒店集团）
- 金融界
- 搜房
- 哔哩哔哩，2013年10年，获得IDG数百万美元投资[6]
- 迅雷[7]
- 360[8]

### 台灣
- 大石國際文化（出版業，發行國家地理雜誌繁體中文版）